# Persone di nome Mustafa
| Questa pagina contiene informazioni ricavate automaticamente dalle voci biografiche con l'ausilio del template Bio e di un bot. L'aggiornamento è periodico e automatico e ricostruisce completamente la pagina. Se manca una persona in questa lista, sei pregato di non aggiungerla, ma accertati piuttosto che la sua voce biografica contenga il template Bio e che i dati anagrafici siano correttamente compilati. Se il template Bio manca, inseriscilo tu stesso o, in alternativa, metti l'avviso {{tmp\|Bio}} che ne segnala la mancanza. Se i dati riportati sono sbagliati, correggi direttamente la voce biografica; le modifiche saranno visibili in questa lista entro pochi giorni. Per chiarimenti vedi il progetto antroponimi. La lista contiene solo le 89 persone che sono citate nell'enciclopedia e per le quali è stato implementato correttamente il template Bio. Pagina aggiornata al 16 ott 2024. |

Questa è una lista di persone presenti nell'enciclopedia che hanno il prenome Mustafa, suddivise per attività principale.

## Allenatori di calcio(9)
- Mustafa Arslanović, allenatore di calcio e ex calciatore jugoslavo (Bosanski Novi, n. 1960)
- Mustafa Denizli, allenatore di calcio e ex calciatore turco (Alaçatı, n. 1949)
- Mustafa Er, allenatore di calcio e ex calciatore turco (Bursa, n. 1980)
- Mustafa Ertan, allenatore di calcio e calciatore turco (Ankara, n. 1926 - Bursa, † 2005)
- Mustafa Merry, allenatore di calcio e ex calciatore marocchino (Casablanca, n. 1958)
- Mustafa Reşit Akçay, allenatore di calcio turco (Trebisonda, n. 1958)
- Mustafa Sarp, allenatore di calcio e ex calciatore turco (Bakırköy, n. 1980)
- Mustafa Sejmenović, allenatore di calcio e ex calciatore svizzero (Yverdon-les-Bains, n. 1986)
- Mustafa Özer, allenatore di calcio e ex calciatore turco (Siirt, n. 1969)

## Attori(2)
- Mustafa Açılan, attore e modello turco (Istanbul, n. 1987)
- Tyler De Nawi, attore e ballerino australiano (Sydney, n. 1989)

## Calciatori(30)
- Mustafa Karshoum, calciatore sudanese (n. 1992)
- Mustafa Abdellaoue, ex calciatore norvegese (Oslo, n. 1988)
- Mustafa Abdi, calciatore qatariota (Doha, n. 1984)
- Mustafa Shehdeh, ex calciatore giordano (Amman, n. 1978)
- Mustafa Akbaş, calciatore turco (Trebisonda, n. 1990)
- Mustafa Saadoon, calciatore iracheno (n. 2001)
- Mustafa Al-Bassas, calciatore saudita (n. 1993)
- Batuhan Altıntaş, calciatore turco (İzmit, n. 1996)
- Koray Avcı, ex calciatore turco (İzmit, n. 1978)
- Mustafa Azadzoy, calciatore afghano (n. 1992)
- Mustafa Doğan, ex calciatore turco (Isparta, n. 1976)
- Mustafa Durak, calciatore francese (Strasburgo, n. 1988)
- Mustafa El Haddaoui, ex calciatore marocchino (Casablanca, n. 1961)
- Mustafa Eskihellaç, calciatore turco (Trebisonda, n. 1997)
- Mustafa Hadid, calciatore afghano (Kabul, n. 1988)
- Mustafa Hasanagić, calciatore e dirigente sportivo jugoslavo (Priboj, n. 1941 - Belgrado, † 2023)
- Muzzy İzzet, ex calciatore turco (Londra, n. 1974)
- Mustafa Karim, calciatore iracheno (Baghdad, n. 1987)
- Mustafa Keçeli, ex calciatore turco (Ankara, n. 1978)
- Mustafa Kizza, calciatore ugandese (Kibuli, n. 1999)
- Mustafa Kučuković, ex calciatore tedesco (Bosanski Novi, n. 1986)
- Mustafa Mansour, calciatore egiziano (Alessandria d'Egitto, n. 1914 - Il Cairo, † 2002)
- Mustafa Pektemek, calciatore turco (Akyazı, n. 1988)
- Mustafa Nadhim, calciatore iracheno (Al-Dīwāniyya, n. 1993)
- Mustafa Alfadni, calciatore sudanese (n. 1999)
- Mustafa Saymak, calciatore olandese (Deventer, n. 1993)
- Mustafa Yumlu, calciatore turco (Trebisonda, n. 1987)
- Mustafa Yusupov, calciatore kirghiso (n. 1995)
- Mustafa Zazai, calciatore afghano (Kabul, n. 1993)
- Mustafa Özkan, ex calciatore turco (Forchheim, n. 1975)

## Cantanti(2)
- Mustafa Ceceli, cantante turco (Ankara, n. 1980)
- Manuş Baba, cantante turco (Tarso, n. 1986)

## Cantautori(1)
- Mustafa Sandal, cantautore, produttore discografico e attore turco (Istanbul, n. 1970)

## Cestisti(3)
- Mustafa Abdul-Hamid, ex cestista statunitense (St. Louis, n. 1988)
- Mustafa Abi, ex cestista turco (Afyonkarahisar, n. 1979)
- Mustafa Kurtuldum, cestista turco (Istanbul, n. 2001)

## Disc jockey(1)
- Mousse T., disc jockey e produttore discografico tedesco (Hagen, n. 1966)

## Fotografi(2)
- Mustafa Bozdemir, fotografo turco
- Mustafa Sabbagh, fotografo e artista italiano (Amman, n. 1961)

## Fumettisti(1)
- Mustapha Osman, fumettista, giornalista e scenografo tunisino (Tunisi - New York)

## Generali(2)
- Mustafa Kemal Atatürk, generale e politico turco (Salonicco, n. 1881 - Istanbul, † 1938)
- İsmet İnönü, generale e politico turco (Smirne, n. 1884 - Ankara, † 1973)

## Giocatori di calcio a 5(1)
- Mustafa Abdelatif, ex giocatore di calcio a 5 egiziano (n. 1975)

## Hockeisti su ghiaccio(1)
- Mustafa Bešić, ex hockeista su ghiaccio sloveno (Sanski Most, n. 1961)

## Imam(1)
- Mustafa Cerić, imam bosniaco (Visoko, n. 1952)

## Lottatori(2)
- Mustafa Dağıstanlı, lottatore e politico turco (Çarşamba, n. 1931 - Adalia, † 2022)
- Mustafa Kaya, lottatore turco (Tokat, n. 1992)

## Medici(1)
- Mustafa Mahmud, medico e filosofo egiziano (Shibin El Kom, n. 1921 - Il Cairo, † 2009)

## Militari(2)
- Mustafa Barzani, militare, condottiero e politico curdo (Barzan, n. 1903 - Washington, † 1979)
- Mustafa Ould Salek, militare e politico mauritano (Kiffa, n. 1936 - Parigi, † 2012)

## Politici(12)
- Mustafa Akıncı, politico cipriota (Limisso, n. 1947)
- Mustafa Ben Halim, politico libico (Alessandria d'Egitto, n. 1921 - † 2021)
- Bülent Ecevit, politico, saggista e poeta turco (Istanbul, n. 1925 - Ankara, † 2006)
- Mustafa Fahmi, politico e militare egiziano (Creta, n. 1840 - Il Cairo, † 1914)
- Mustafa Kamil, politico e giornalista egiziano (Il Cairo, n. 1874 - Il Cairo, † 1908)
- Mustafa Khalil, politico egiziano (al-Qalyūbiyya, n. 1920 - Il Cairo, † 2008)
- Mustafa Merlika Kruja, politico albanese (Croia, n. 1887 - Niagara Falls, † 1958)
- Mustafa Abdülcemil Qırımoğlu, politico ucraino (Ay-Serez, n. 1943)
- Mustafa Ruhi Efendi, politico ottomano (n. 1800 - Istanbul, † 1893)
- Mustafa Al-Kadhimi, politico, funzionario e giornalista iracheno (Baghdad, n. 1967)
- Koca Mustafa Reşid Pascià, politico ottomano (Istanbul, n. 1800 - Istanbul, † 1858)
- Fevzi Çakmak, politico, generale e patriota turco (Cihangir, n. 1876 - Teşvikiye, † 1950)

## Principi(2)
- Küçük Mustafa, principe ottomano (Impero ottomano, n. 1408 - Impero ottomano, † 1423)
- Mustafà Çelebi, principe ottomano (n. 1380 - † 1402)

## Scacchisti(1)
- Mustafa Yılmaz, scacchista turco (Mamak, n. 1992)

## Scrittori(3)
- Mustafa Akyol, scrittore e giornalista turco (Ankara, n. 1972)
- Mustafa Balel, scrittore turco (Sivas, n. 1945)
- Muṣṭafā Luṭfī al-Manfalūṭī, scrittore e poeta egiziano (Manfalut, n. 1876 - Il Cairo, † 1924)

## Siepisti(1)
- Mustafa Mohamed, siepista, mezzofondista e maratoneta svedese (Mogadiscio, n. 1979)

## Sollevatori(1)
- Mustafa Jagly-Ogly, sollevatore sovietico (Charkiv, n. 1934 - Charkiv, † 1992)

## Sovrani(1)
- Mustafa ibn Mahmud, sovrano tunisino (n. 1786 - La Goulette, † 1837)

## Storici(2)
- Mustafa Selaniki, storico ottomano
- Mustafa Naima, storico ottomano (Aleppo, n. 1655 - Patrasso, † 1716)

## Storici dell'arte(1)
- Semavi Eyice, storico dell'arte e archeologo turco (Istanbul, n. 1922 - Istanbul, † 2018)

## Sultani(4)
- Mustafa I, sultano ottomano (Costantinopoli, n. 1600 - Istanbul, † 1639)
- Mustafa II, sultano ottomano (Edirne, n. 1664 - Edirne, † 1703)
- Mustafa III, sultano ottomano (Edirne, n. 1717 - Istanbul, † 1774)
- Mustafa IV, sultano ottomano (Istanbul, n. 1779 - Istanbul, † 1808)